# BYD G3
Pour les articles homonymes, voir G3.
La BYD G3 est un modèle d'automobile compacte construite par BYD.

## Aperçu
La BYD G3 a été lancée en 2009 sur le marché chinois, il s'agit d'une version agrandie de la BYD F3 avec plus d'équipements de série, 12 000 unités furent vendues au cours des six premiers mois. Cependant, La G3 suscitait des critiques sur son apparence, rapprochant à celle de la Toyota Corolla.
Niveau motorisation, la G3 propose deux moteurs différents avec trois niveaux de puissance. Le moteur standard est un quatre cylindres de 1,5 litre développant 105 chevaux et 106 livres-pied de couple. Ce même moteur pouvait obtenir une très légère augmentation de puissance à 107 chevaux et 106 livres-pied de couple, et enfin un quatre cylindres de 1,8 litre produisant 120 chevaux et 118 livres-pied de couple. Les deux moteurs de 1,5 litre sont couplés à une transmission manuelle à cinq vitesses tandis que le plus haut de gamme de 1,8 litre est équipé de la CVT.

## Galeries

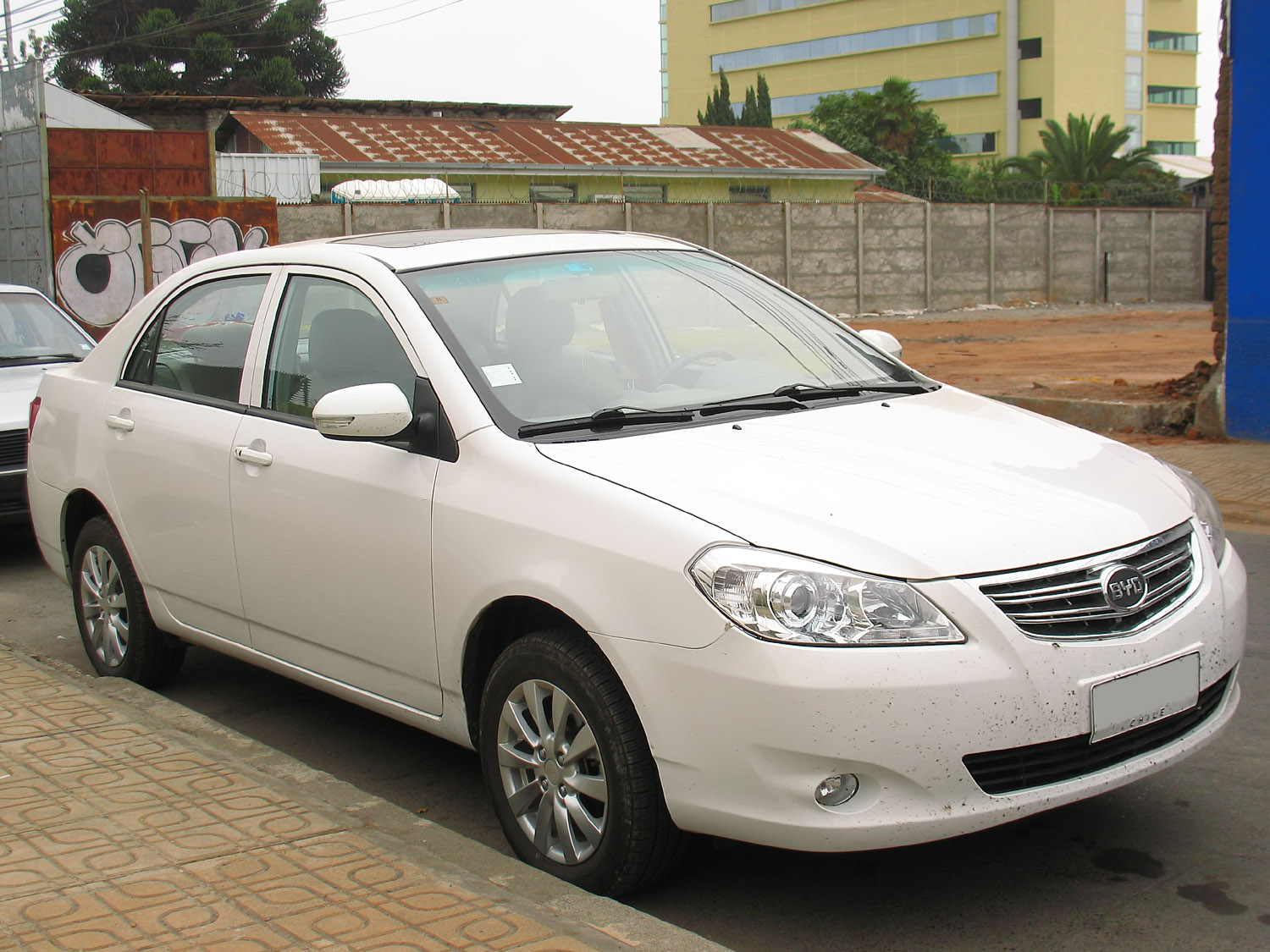
BYD G3 1.5 GLXi de 2012.
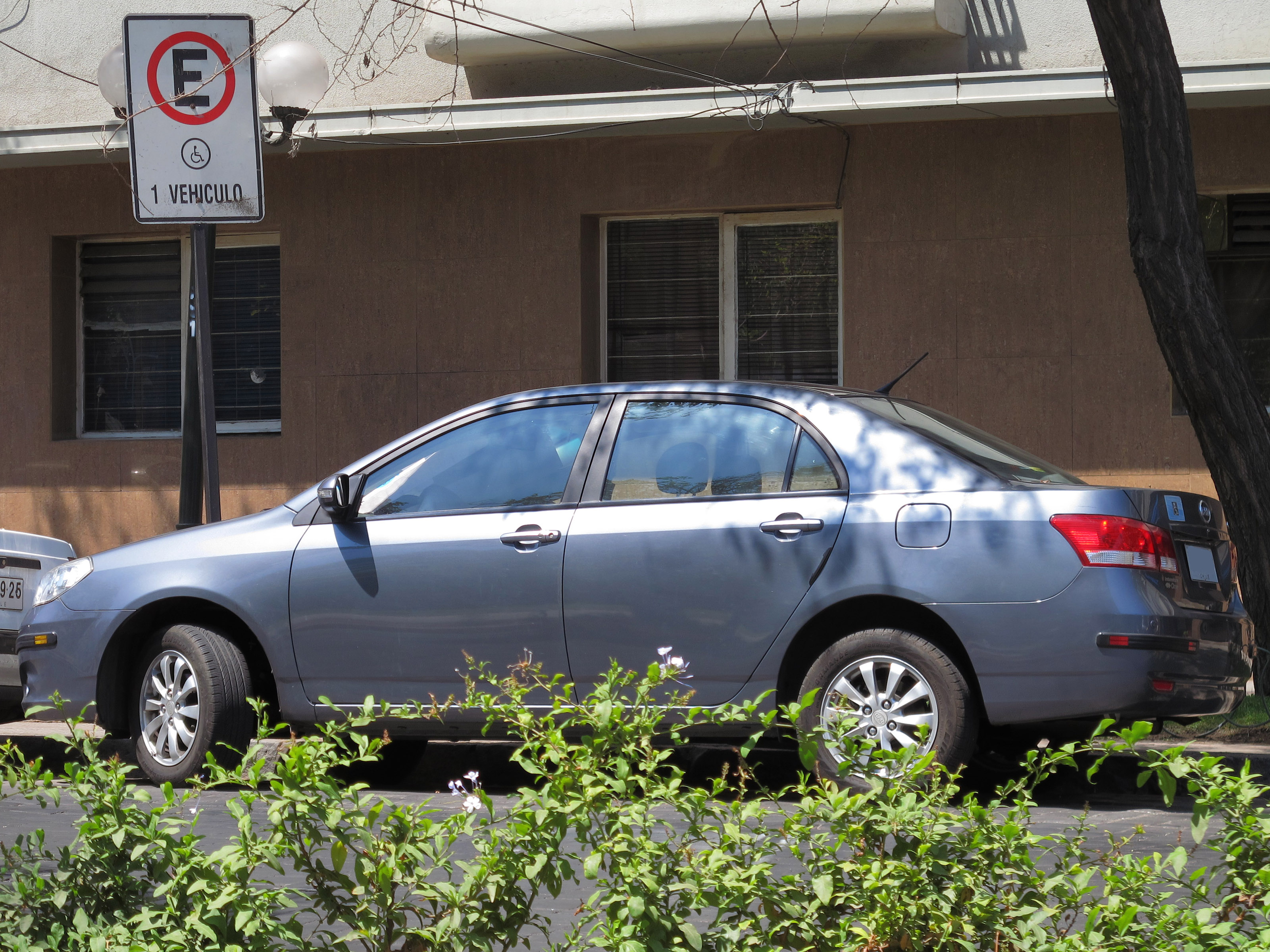
BYD G3 1.5 GLXi de 2012 vue de côté.
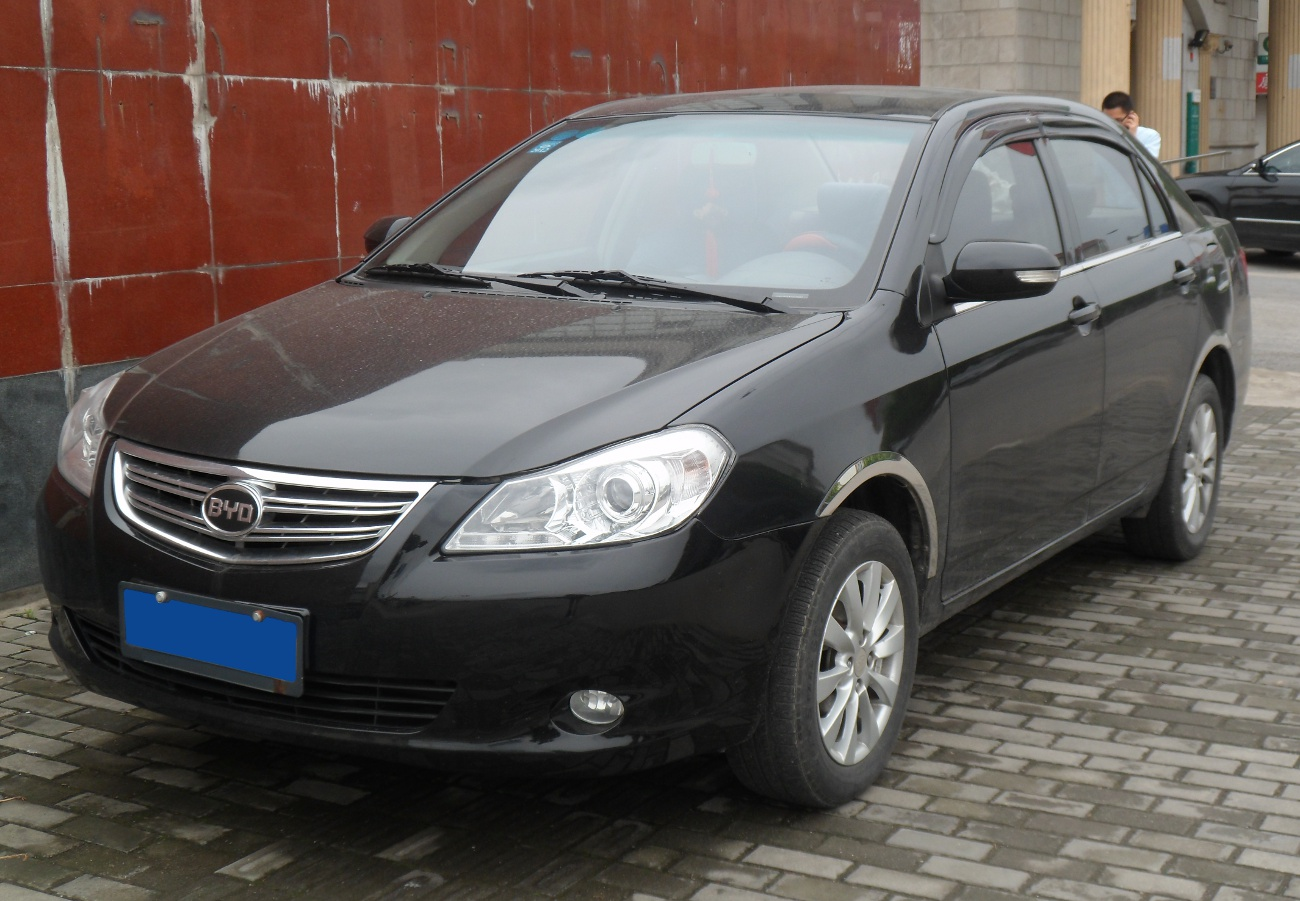
Berline BYD G3 vue avant.
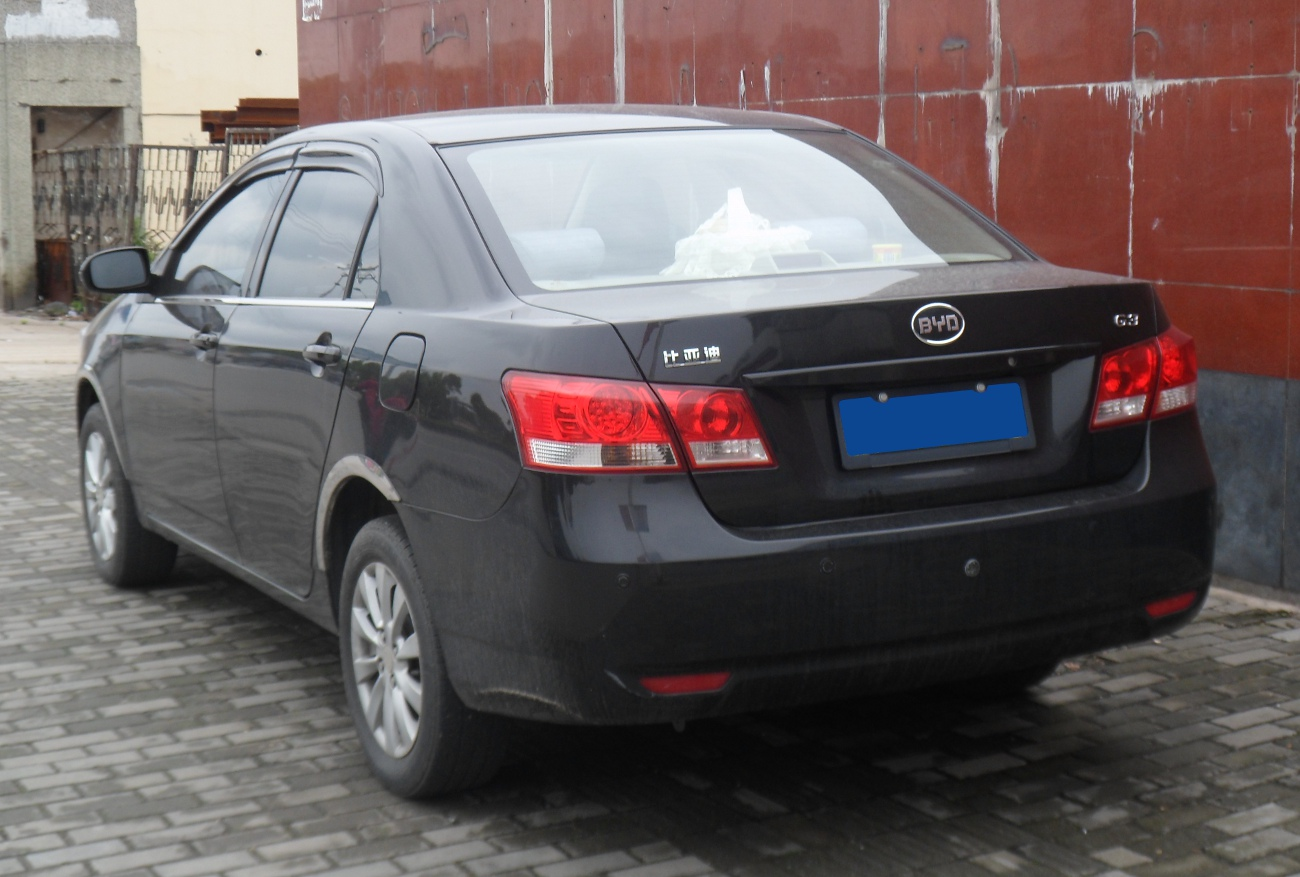
Berline BYD G3 vue arrière.
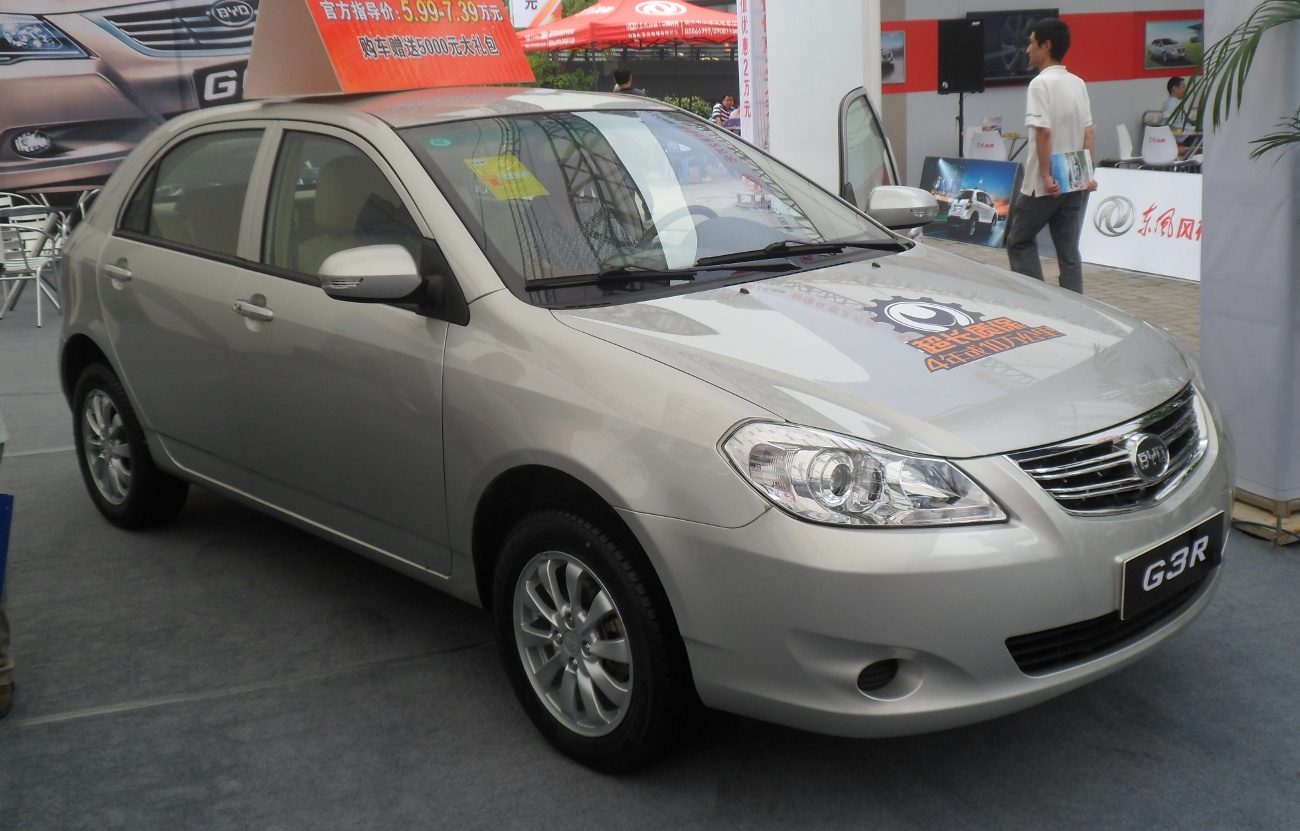
BYD G3R à hayon vue avant.
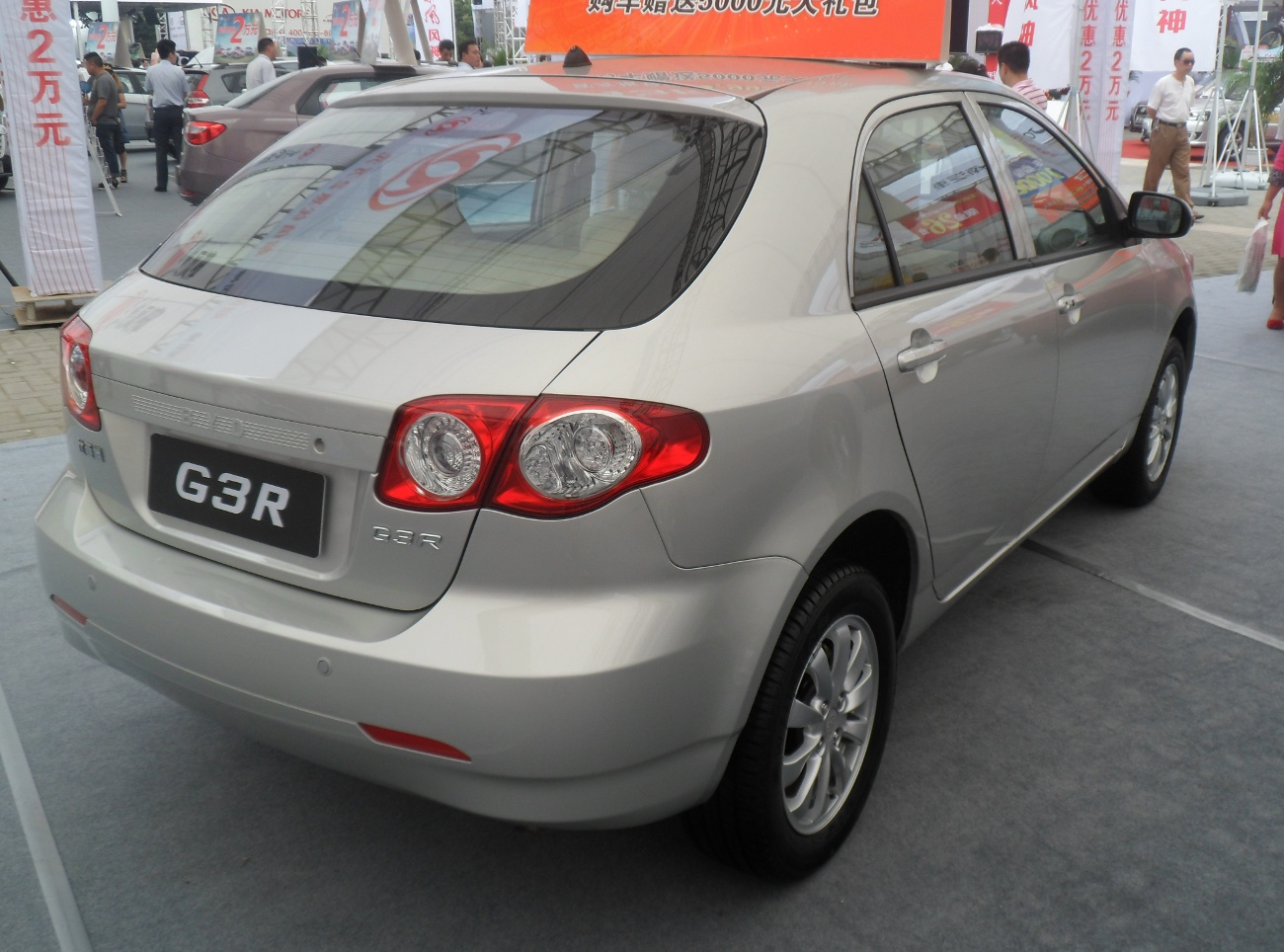
BYD G3R à hayon vue arrière.